# Biserica de lemn din Escu

Biserica de lemn din Escu, județul Cluj (fotografie aflată în Arhiva parohială Escu)

Biserica de lemn din Escu din satul cu nume omonim, Escu, aflat la marginea nord-vestică a județului Cluj, a fost demolată în anul 1940 pentru a lăsa locul unei noi biserici de zid, construită în perioada 1940-1947. Momentul demolării a rămas bine întipărit în memoria comunității, cei mai bătrâni aducându-și aminte de momentul culminant al demolării, când turnul bisericii de lemn a căzut peste crucea vechiului preot, rupând-o. Tristețea, lacrimile și rugăciunile ce au însoțit demolarea vechii biserici au fost șterse de bucuria ridicării unui nou edificiu de cult. Fotografia vechii biserici de lemn, amplasată în noua biserică de zid, pe lângă faptul că este probabil singura imagine păstrată a vechii biserici, confirmă atașamentul comunității față de vechea lor biserică de lemn.

## Istoric

Harta satului Escu, județul Cluj în a treia ridicare topografică militată a Imperiului Austro-Ungar, 1872

Prima mărturie păstrată despre viața religioasă a acestei comunități este din anul 1658, când este menționat preotul satului ca plătitor de dare. Conscripțiile religioase întocmite în secolul al XVIII-lea înregistrează satul ca având biserică: la 1733, în conscripția lui Inocențiu Micu-Klein satul avea 20 de familii greco-catolice și un preot - Alexa, la 1750, în statistica românilor întocmită de vicarul episcopesc Petru Pavel Aron erau 130 de credincioși, preot și sfăt iar la conscripția din 1760-1762 satul este consemnat a fi format din 43 de familii, având preot și biserică neunită. Biserica se spune că dăinuit până în anul 1784, când a fost mistuită de un incendiu.
În același an a fost construită biserica păstrată în fotografie și care a dăinuit până spre mijlocul secolului XX. Despre acesta se știe că a fost sființită de episcopul ortodox Vasile Moga în anul 1822.
Despre preoții ce au slujit în această biserică știm că la 1805, cele 59 de familii ortodoxe erau păstorite de preotul Dimitrie Roman, de loc din Tărpiu, Bistrița-Năsăud ce fusese hirotonisit în anul 1793. În 1822 regăsim aici un alt preot, Nicolae Vlaș, originar din Mașca, destituit de către episcopul Vasile Moga datorită problemelor pe care le avea cu băutura. Ulterior, acesta a fost reintegrat și a slujit în această parohie până în anul 1835. După acesta urmează preotul Pene Ștefan din Buzaș. Pentru o scurtă perioadă de timp, parohia Escu este administrată de preotul Dumitru Beldean, decedat în 1846, urmat de Pop Grigore preot în localitatea învecinată Osoi. Tot din Osoiu era originar și preotul Petru Gavriș, hirotonit pe seama satului Escu în decembrie 1851 de către episcopul Andrei Șaguna. În 1857 satul avea 50 de case și 277 locuitori din care 275 erau ortodocși, un greco-catolic și un reformat. În anul 1869 se înregistrau 329 locuitori și 58 de case. Spre sfârșitul pastorației preotului Petru Gavriș, acesta murind în anul 1883, satul este înregistrat în anul 1880 cu 58 de case, 244 locuitori din care 205 ortodocși, 30 greco-catolici și 9 izraeliți. Pentru scurtă vreme, între anii 1883-1885 parohia este administrată de către Grigoriu Crăciunaș, preot și în Ciubanca.
Din anul 1885 și până în anul 1922, preot în Escu a fost Ioan Goron, fiul preotului Vasile Goron din Gâlgău. Urmează Filip Petru până în anul 1928, după care îl regăsim ca preot în Escu pe Ioan V. Danciu, de loc din Trestia. În timpul acestui preot are loc începerea lucrărilor la noua biserică de zid.

## Trăsături
Despre biserică ca și edificiu ni se păstrează puține informații. Fotografia surprinde imaginea unei biserici de dimensiuni reduse, cu absida altarului retrasă. Accesul în biserică se făcea prin intrarea de pe latura de sud. În perele de lemn de pe această latură a bisericii au fost realizate două ferestre. Edificiul era protejat de un acoperiș unitar care se întindea peste toate încăperile bisericii. Acest acoperiș era străpuns în partea de vest de un turn scurt, așezat peste pronaos. Galeria turnului, aproape în totalitate închisă, ușor ieșită în afară, era acoperită de fleșa turnului, alungită, cu bază hexagonală, terminată cu un glob cu cruce. 